# Bernard Egbert Sjuck van Welderen Rengers
Bernard Egbert Sjuck van Welderen baron Rengers (IJsbrechtum, 10 oktober 1825 - "Huize Boschoord", Legemeer, 23 april 1897) was burgemeester van de Friese gemeente Doniawerstal.

## Leven en werk
Rengers werd in 1825 in IJsbrechtum geboren als telg uit het geslacht Rengers en zoon van de grietman van Wymbritseradeel, Sjuck van Welderen baron Rengers, en Wilhelmina van Beeck Calkoen. Als 11-jarige jongen legde hij in 1837 de eerste steen van de nieuwe kerk "De Karmel" in Woudsend. In 1852 promoveerde hij in de rechten op stellingen (Theses juridicae inaugurales) aan de Utrechtse universiteit. Hij trad vervolgens in de voetsporen van zijn vader, groot- overgroot- en betovergrootvader, die grietmannen in Friesland waren. De functie van grietman was inmiddels gewijzigd in die van burgemeester. 
Hij werd geen burgemeester van Wymbritseradeel, waar zijn voorouders de scepter zwaaiden, maar van Doniawerstal. Bij Koninklijk Besluit d.d. 28 april 1858 werd hij benoemd tot burgemeester van deze Friese gemeente. Hij vervulde deze functie gedurende bijna veertig jaar. 
Rengers trouwde op 10 maart 1860 in Middelburg met Johanna Maria Graeuwen, dochter van de medicanae doctor Paulus Johannes Graeuwen en Johanna Maria de Lang. Hij liet in 1871 op het landgoed van zijn neef zijn ambtswoning bouwen. Hij zou tot zijn overlijden in dit – in 2007 in het rijksmonumentenregister ingeschreven – pand wonen.
Hij vroeg in 1896 om gezondheidsreden eervol ontslag als burgemeester. Hij kreeg dit ontslag verleend per 1 april 1896. Rengers overleed nog geen jaar later op 71-jarige leeftijd in "Huize Boschoord" in zijn woonplaats Legemeer.

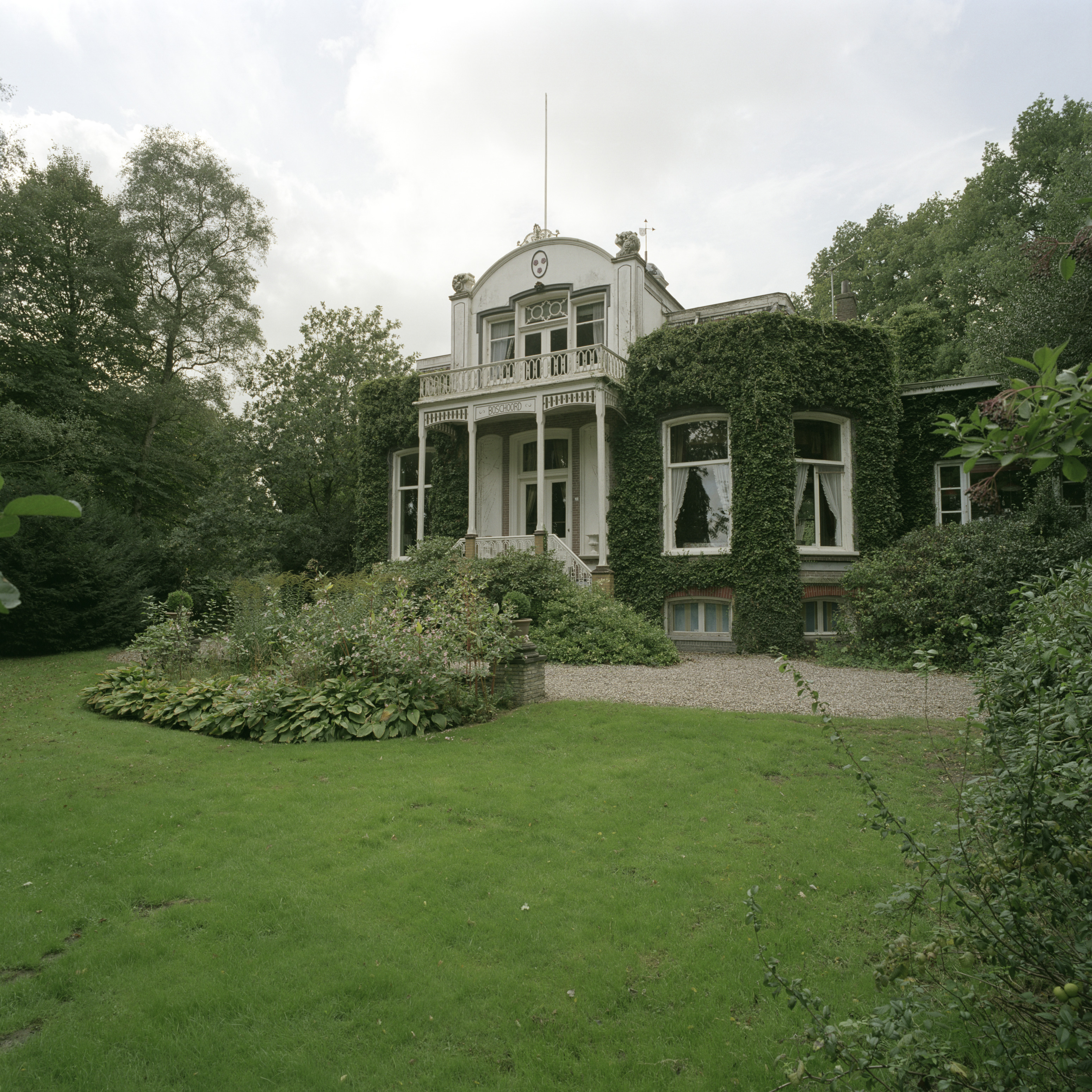
De in opdracht van Rengers in 1871 gebouwde ambtswoning
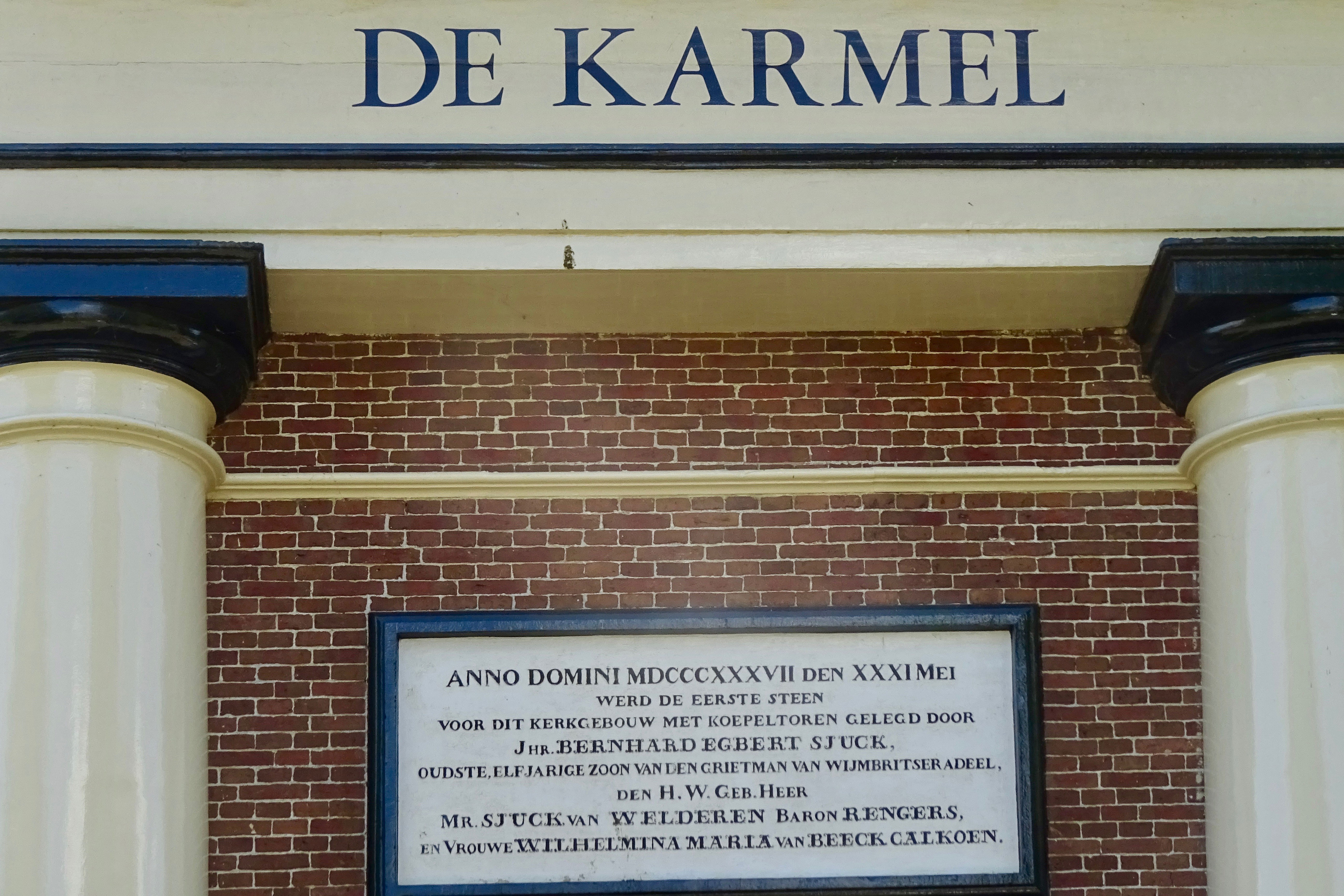
Ter herdenking van de door Rengers op jeugdige leeftijd gelegde eerste steen bij de bouw van "De Karmel" in Woudsend